# Matthias Schork
Matthias Schork, Pseudonym Walther Werth (* 20. Mai 1920 in Timișoara, Königreich Rumänien; † 13. September 1979 ebenda, Sozialistische Republik Rumänien) war ein rumänischer Musikpädagoge, Hochschuldozent, Komponist und Chorleiter.

## Leben und Werk
Schork entstammte der Volksgruppe der Banater Schwaben. Er besuchte von 1931 bis 1935 das Deutsche Realgymnasium in Timișoara, darauf von 1935 bis 1939 die Katholische Deutsche Lehrerbildungsanstalt ebenda. In Chereluș (deutsch Cherelusch) bei Arad war er von 1939 bis 1941 als Pädagoge und danach als Übungsschullehrer in Timișoara tätig. Im Zweiten Weltkrieg diente er von 1943 bis 1945 in der Wehrmacht und kam dabei zum Fronteinsatz. Von 1945 bis 1946 wurde er zur Zwangsarbeit in die Sowjetunion verschleppt.
Nach seiner Rückkehr wirkte er von 1946 bis 1950 zunächst als Lehrer, dann zeitweilig als Schuldirektor in Peciu Nou (Neupetsch), wo er auch den „Deutschen Chor Neupetsch“ leitete. Bis 1950 studierte Schork Musik in Timișoara und betätigte sich darauf von 1950 bis 1961 als Gymnasiallehrer (Zeichnen und Musik) am Nikolaus-Lenau-Lyzeum in Timișoara. Hier entstand 1977 auf Schorks Anregung ein Schubert-Kinderchor mit 90 Sängern und Bläsern, der vom Grundschullehrer Josef Gilde geleitet wurde.
1961 wurde Schork zum Lektor am Pädagogischen Institut Timișoara bestellt und war dort für zwei Jahre Lehrstuhlleiter. 1969 wurde er zum Dozenten berufen. Von 1976 bis 1979 übernahm er von Herbert Weiss die Leitung des 1969 vom Rat der Werktätigen Deutscher Nationalität in der Sozialistischen Republik Rumänien ins Leben gerufenen Schubert-Chors Temeswar. Den Chor leitete er bis zu seinem Tod 1979; sein Nachfolger wurde Adrian Nuca-Bartzer. Unter Schork erreichte das Ensemble ein hohes Interpretationsniveau.

## Privatleben
Schork war „Lieblingsschüler“ des Akademikers Stefan Fassel († 1944). Er bewohnte für lange Zeit (bis 1966) das dritte Zimmer der Wohnung von Fassels Witwe, Irene Mokka. Schork heiratete 1952 die wesentlich jüngere Susanne, eine Sängerin aus seinem Chor aus Peciu Nou.

## Auszeichnungen
- 1957 Arbeitsorden III. Klasse der Sozialistischen Republik Rumänien[1]

## Veröffentlichungen (Auswahl)
Schork war Autor und verfasste eigene Kompositionen und Vertonungen.
Bücher:
- Zwischen 1960 und 1971 veröffentlichte Schork zahlreiche Lehrbücher mit dem Titel Muzica für Schulklassen verschiedenen Alters.[8]
- Er arbeitete mit an dem 1971 erschienenen Chorbuch von Andreas Porfetye: Deutsches Liedgut aus dem Banat, Siebenbürgen und dem Sathmarer Land.[9]

Kompositionen:
- Meister Jakob und seine Kinder, Schauspiel in 4 Akten mit Musik und Gesang[1]
- Rote Rosen, 5 Akte mit Musik und Tanz[1]

Tonträger:
- Mädele, ruck, ruck, ruck, Volkslied, gemischter Chor[10]